# Формула-1 — Гран-прі Китаю 2010
Гран-прі Китаю 2010 року (офіційно VII Гран-прі Китаю) — автогонка чемпіонату світу «Формули-1», яка проходила 18 квітня 2010 року на Міжнародному автодромі Шанхаю, Китай. Відвідало близько 121 тисячі глядачів.